# Матч за звання чемпіона світу із шахів 1963

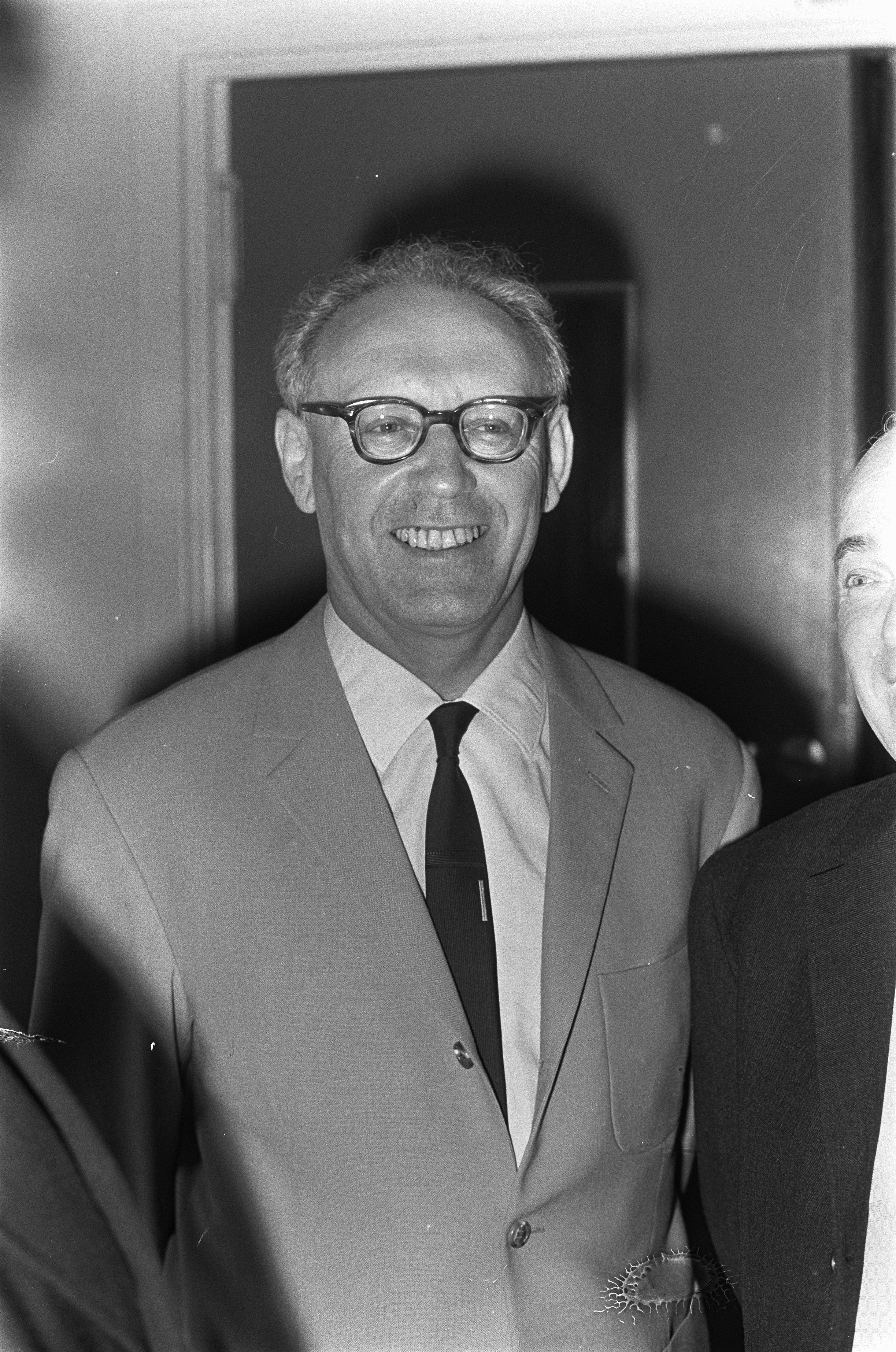
Михайло Ботвинник

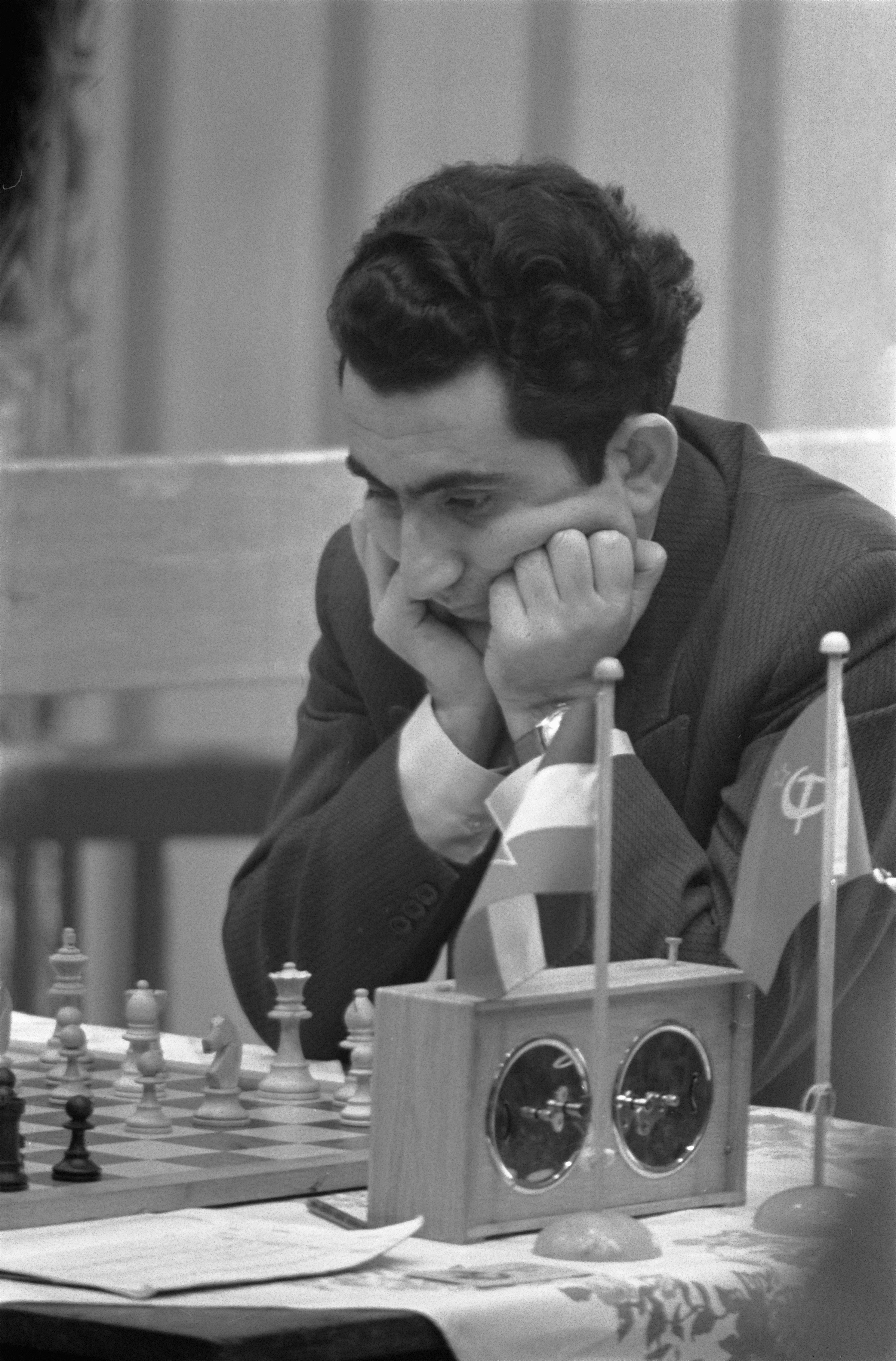
Тигран Петросян

Матч за звання чемпіона світу із шахів був проведений у Москві з 23 березня по 20 травня 1963 року. Чинний чемпіон Михайло Ботвинник програв матч претенденту Тиграну Петросяну, переможцю турніру претендентів 1962 року, з рахунком 9½ — 12½ і, згідно з правилами ФІДЕ, втратив титул чемпіона світу. Тигран Петросян був проголошений дев'ятим чемпіоном світу із шахів.

## Підготовка
Після перемоги 1961 року в матчі-реванші проти Михайла Таля, Ботвинник на виступі в Політехнічному музеї сказав, що готовий скласти чемпіонські повноваження, якщо обоє претендентів на титул будуть представниками СРСР. 1962 року, після перемоги Тиграна Петросяна в турнірі претендентів, Михайлові Ботвиннику виповнився 51 рік — поважний вік для виступів на найвищому рівні. Лікарі дозволили Ботвинникові зіграти матч. За правилами ФІДЕ умови матчу мали бути затверджені щонайменше за 4 місяці до його початку. Після завершення турніру претендентів минуло вже кілька місяців, і Петросян і Ботвинник у складі збірної Радянського Союзу навіть устигли зіграли на шаховій олімпіаді восени 1962 року, тому претендент перебував у певній невизначеності. Про те, що чемпіон світу перебуває не в найкращій спортивній формі, свідчив посередній результат на шаховій олімпіаді: +5 -1 =6 (66,7 %), найгірший показник серед шахістів збірної СРСР.
Зрештою, учасників запросили на нараду з приводу чемпіонського матчу на 10 листопада у Шахову федерацію СРСР. На той час виявилося, що Петросянові наприкінці листопада буде потрібне хірургічне втручання для усунення причин систематичних ангін, тому претендент запропонував розпочати матч 1 квітня. Ботвинник заперечив, адже тоді кінець протистояння буде в червні, коли в Москві можлива спека. Дата початку 14 березня, яку підтримував чемпіон, не влаштовувала Петросяна, адже в Москві дуже сиро в такий час. Не дійшовши згоди, учасники звернулися до президента ФІДЕ Ф. Роґарда, який ухвалив компромісне рішення призначити початок матчу на 23 березня.
Секундантом Петросяна був Ісаак Болеславський, перед матчем претендентові допомагали готувалися також Олексій Суетін і Володимир Сімагін. Ботвинник від послуг секунданта відмовився. За правилами матчу секундант був єдиною людиною, яка мала право допомагати гравцеві під час домашнього аналізу відкладеної партії. Як тренувальну базу Тигран Петросян вибрав будинок відпочинку Союзу архітекторів «Суханове», що за 30 км від Москви. Це було місце хороше як для теоретичної підготовки, так і для відпочинку й спорту. Там він провів вирішальний, останній місяць підготовки.

## Правила
Матч триває 24 партії, або до моменту, коли хтось із гравців набере понад 12 очок. За рахунку 12:12 чемпіон зберігає титул. Контроль часу: 2½ години на перші 40 ходів, потім по 1 годині на кожні наступні 16 ходів. Кожен учасник має право пропустити три ігрові дні через хворобу без спортивних наслідків. Пропуск четвертого й кожного наступного ігрового дня буде означати поразку в партії.

## Перебіг
Матч відбувався в Московському театрі естради, головним суддею був Ґідеон Штальберґ (Швеція), арбітром — Гаррі Ґоломбек (Англія). Представник ФІДЕ: Макс Ейве (Голландія). Перша партія розпочалась 23 березня о 16:30.
|                   | 1 | 2 | 3 | 4 | 5 | 6 | 7 | 8 | 9 | 10 | 11 | 12 | 13 | 14 | 15 | 16 | 17 | 18 | 19 | 20 | 21 | 22 | Очки |
| ----------------- | - | - | - | - | - | - | - | - | - | -- | -- | -- | -- | -- | -- | -- | -- | -- | -- | -- | -- | -- | ---- |
| Тигран Петросян   | 0 | ½ | ½ | ½ | 1 | ½ | 1 | ½ | ½ | ½  | ½  | ½  | ½  | 0  | 1  | ½  | ½  | 1  | 1  | ½  | ½  | ½  | 12½  |
| Михайло Ботвинник | 1 | ½ | ½ | ½ | 0 | ½ | 0 | ½ | ½ | ½  | ½  | ½  | ½  | 1  | 0  | ½  | ½  | 0  | 0  | ½  | ½  | ½  | 9½   |

Першу партію претендент, граючи білими, провів незосереджено, мав програшну позицію вже після 18 ходів, потрапив у цейтнот і здався на 40-му ході.
У другій партії чемпіон мав відчутну позиційну перевагу, однак у вирішальний момент погодився розміняти ферзів і завершити партію нічиєю.
У третій партії Петросян розіграв спокійний варіант, перевів гру в нелегкий для Ботвинника ендшпіль, але чемпіон добився нічийного результату.
|   | a | b | c | d | e | f | g | h |   |
| 8 | c8 чорна тура · g8 чорний король · a7 чорний пішак · e7 чорний слон · h7 чорний пішак · b6 чорний пішак · e6 чорний пішак · g6 чорний пішак · c5 чорний пішак · d5 чорний кінь · a4 білий пішак · b4 білий пішак · e4 білий кінь · e3 білий пішак · d2 білий слон · e2 білий король · f2 білий пішак · g2 білий пішак · h2 білий пішак · c1 біла тура | c8 чорна тура · g8 чорний король · a7 чорний пішак · e7 чорний слон · h7 чорний пішак · b6 чорний пішак · e6 чорний пішак · g6 чорний пішак · c5 чорний пішак · d5 чорний кінь · a4 білий пішак · b4 білий пішак · e4 білий кінь · e3 білий пішак · d2 білий слон · e2 білий король · f2 білий пішак · g2 білий пішак · h2 білий пішак · c1 біла тура | c8 чорна тура · g8 чорний король · a7 чорний пішак · e7 чорний слон · h7 чорний пішак · b6 чорний пішак · e6 чорний пішак · g6 чорний пішак · c5 чорний пішак · d5 чорний кінь · a4 білий пішак · b4 білий пішак · e4 білий кінь · e3 білий пішак · d2 білий слон · e2 білий король · f2 білий пішак · g2 білий пішак · h2 білий пішак · c1 біла тура | c8 чорна тура · g8 чорний король · a7 чорний пішак · e7 чорний слон · h7 чорний пішак · b6 чорний пішак · e6 чорний пішак · g6 чорний пішак · c5 чорний пішак · d5 чорний кінь · a4 білий пішак · b4 білий пішак · e4 білий кінь · e3 білий пішак · d2 білий слон · e2 білий король · f2 білий пішак · g2 білий пішак · h2 білий пішак · c1 біла тура | c8 чорна тура · g8 чорний король · a7 чорний пішак · e7 чорний слон · h7 чорний пішак · b6 чорний пішак · e6 чорний пішак · g6 чорний пішак · c5 чорний пішак · d5 чорний кінь · a4 білий пішак · b4 білий пішак · e4 білий кінь · e3 білий пішак · d2 білий слон · e2 білий король · f2 білий пішак · g2 білий пішак · h2 білий пішак · c1 біла тура | c8 чорна тура · g8 чорний король · a7 чорний пішак · e7 чорний слон · h7 чорний пішак · b6 чорний пішак · e6 чорний пішак · g6 чорний пішак · c5 чорний пішак · d5 чорний кінь · a4 білий пішак · b4 білий пішак · e4 білий кінь · e3 білий пішак · d2 білий слон · e2 білий король · f2 білий пішак · g2 білий пішак · h2 білий пішак · c1 біла тура | c8 чорна тура · g8 чорний король · a7 чорний пішак · e7 чорний слон · h7 чорний пішак · b6 чорний пішак · e6 чорний пішак · g6 чорний пішак · c5 чорний пішак · d5 чорний кінь · a4 білий пішак · b4 білий пішак · e4 білий кінь · e3 білий пішак · d2 білий слон · e2 білий король · f2 білий пішак · g2 білий пішак · h2 білий пішак · c1 біла тура | c8 чорна тура · g8 чорний король · a7 чорний пішак · e7 чорний слон · h7 чорний пішак · b6 чорний пішак · e6 чорний пішак · g6 чорний пішак · c5 чорний пішак · d5 чорний кінь · a4 білий пішак · b4 білий пішак · e4 білий кінь · e3 білий пішак · d2 білий слон · e2 білий король · f2 білий пішак · g2 білий пішак · h2 білий пішак · c1 біла тура | 8 |
| 7 | c8 чорна тура · g8 чорний король · a7 чорний пішак · e7 чорний слон · h7 чорний пішак · b6 чорний пішак · e6 чорний пішак · g6 чорний пішак · c5 чорний пішак · d5 чорний кінь · a4 білий пішак · b4 білий пішак · e4 білий кінь · e3 білий пішак · d2 білий слон · e2 білий король · f2 білий пішак · g2 білий пішак · h2 білий пішак · c1 біла тура | c8 чорна тура · g8 чорний король · a7 чорний пішак · e7 чорний слон · h7 чорний пішак · b6 чорний пішак · e6 чорний пішак · g6 чорний пішак · c5 чорний пішак · d5 чорний кінь · a4 білий пішак · b4 білий пішак · e4 білий кінь · e3 білий пішак · d2 білий слон · e2 білий король · f2 білий пішак · g2 білий пішак · h2 білий пішак · c1 біла тура | c8 чорна тура · g8 чорний король · a7 чорний пішак · e7 чорний слон · h7 чорний пішак · b6 чорний пішак · e6 чорний пішак · g6 чорний пішак · c5 чорний пішак · d5 чорний кінь · a4 білий пішак · b4 білий пішак · e4 білий кінь · e3 білий пішак · d2 білий слон · e2 білий король · f2 білий пішак · g2 білий пішак · h2 білий пішак · c1 біла тура | c8 чорна тура · g8 чорний король · a7 чорний пішак · e7 чорний слон · h7 чорний пішак · b6 чорний пішак · e6 чорний пішак · g6 чорний пішак · c5 чорний пішак · d5 чорний кінь · a4 білий пішак · b4 білий пішак · e4 білий кінь · e3 білий пішак · d2 білий слон · e2 білий король · f2 білий пішак · g2 білий пішак · h2 білий пішак · c1 біла тура | c8 чорна тура · g8 чорний король · a7 чорний пішак · e7 чорний слон · h7 чорний пішак · b6 чорний пішак · e6 чорний пішак · g6 чорний пішак · c5 чорний пішак · d5 чорний кінь · a4 білий пішак · b4 білий пішак · e4 білий кінь · e3 білий пішак · d2 білий слон · e2 білий король · f2 білий пішак · g2 білий пішак · h2 білий пішак · c1 біла тура | c8 чорна тура · g8 чорний король · a7 чорний пішак · e7 чорний слон · h7 чорний пішак · b6 чорний пішак · e6 чорний пішак · g6 чорний пішак · c5 чорний пішак · d5 чорний кінь · a4 білий пішак · b4 білий пішак · e4 білий кінь · e3 білий пішак · d2 білий слон · e2 білий король · f2 білий пішак · g2 білий пішак · h2 білий пішак · c1 біла тура | c8 чорна тура · g8 чорний король · a7 чорний пішак · e7 чорний слон · h7 чорний пішак · b6 чорний пішак · e6 чорний пішак · g6 чорний пішак · c5 чорний пішак · d5 чорний кінь · a4 білий пішак · b4 білий пішак · e4 білий кінь · e3 білий пішак · d2 білий слон · e2 білий король · f2 білий пішак · g2 білий пішак · h2 білий пішак · c1 біла тура | c8 чорна тура · g8 чорний король · a7 чорний пішак · e7 чорний слон · h7 чорний пішак · b6 чорний пішак · e6 чорний пішак · g6 чорний пішак · c5 чорний пішак · d5 чорний кінь · a4 білий пішак · b4 білий пішак · e4 білий кінь · e3 білий пішак · d2 білий слон · e2 білий король · f2 білий пішак · g2 білий пішак · h2 білий пішак · c1 біла тура | 7 |
| 6 | c8 чорна тура · g8 чорний король · a7 чорний пішак · e7 чорний слон · h7 чорний пішак · b6 чорний пішак · e6 чорний пішак · g6 чорний пішак · c5 чорний пішак · d5 чорний кінь · a4 білий пішак · b4 білий пішак · e4 білий кінь · e3 білий пішак · d2 білий слон · e2 білий король · f2 білий пішак · g2 білий пішак · h2 білий пішак · c1 біла тура | c8 чорна тура · g8 чорний король · a7 чорний пішак · e7 чорний слон · h7 чорний пішак · b6 чорний пішак · e6 чорний пішак · g6 чорний пішак · c5 чорний пішак · d5 чорний кінь · a4 білий пішак · b4 білий пішак · e4 білий кінь · e3 білий пішак · d2 білий слон · e2 білий король · f2 білий пішак · g2 білий пішак · h2 білий пішак · c1 біла тура | c8 чорна тура · g8 чорний король · a7 чорний пішак · e7 чорний слон · h7 чорний пішак · b6 чорний пішак · e6 чорний пішак · g6 чорний пішак · c5 чорний пішак · d5 чорний кінь · a4 білий пішак · b4 білий пішак · e4 білий кінь · e3 білий пішак · d2 білий слон · e2 білий король · f2 білий пішак · g2 білий пішак · h2 білий пішак · c1 біла тура | c8 чорна тура · g8 чорний король · a7 чорний пішак · e7 чорний слон · h7 чорний пішак · b6 чорний пішак · e6 чорний пішак · g6 чорний пішак · c5 чорний пішак · d5 чорний кінь · a4 білий пішак · b4 білий пішак · e4 білий кінь · e3 білий пішак · d2 білий слон · e2 білий король · f2 білий пішак · g2 білий пішак · h2 білий пішак · c1 біла тура | c8 чорна тура · g8 чорний король · a7 чорний пішак · e7 чорний слон · h7 чорний пішак · b6 чорний пішак · e6 чорний пішак · g6 чорний пішак · c5 чорний пішак · d5 чорний кінь · a4 білий пішак · b4 білий пішак · e4 білий кінь · e3 білий пішак · d2 білий слон · e2 білий король · f2 білий пішак · g2 білий пішак · h2 білий пішак · c1 біла тура | c8 чорна тура · g8 чорний король · a7 чорний пішак · e7 чорний слон · h7 чорний пішак · b6 чорний пішак · e6 чорний пішак · g6 чорний пішак · c5 чорний пішак · d5 чорний кінь · a4 білий пішак · b4 білий пішак · e4 білий кінь · e3 білий пішак · d2 білий слон · e2 білий король · f2 білий пішак · g2 білий пішак · h2 білий пішак · c1 біла тура | c8 чорна тура · g8 чорний король · a7 чорний пішак · e7 чорний слон · h7 чорний пішак · b6 чорний пішак · e6 чорний пішак · g6 чорний пішак · c5 чорний пішак · d5 чорний кінь · a4 білий пішак · b4 білий пішак · e4 білий кінь · e3 білий пішак · d2 білий слон · e2 білий король · f2 білий пішак · g2 білий пішак · h2 білий пішак · c1 біла тура | c8 чорна тура · g8 чорний король · a7 чорний пішак · e7 чорний слон · h7 чорний пішак · b6 чорний пішак · e6 чорний пішак · g6 чорний пішак · c5 чорний пішак · d5 чорний кінь · a4 білий пішак · b4 білий пішак · e4 білий кінь · e3 білий пішак · d2 білий слон · e2 білий король · f2 білий пішак · g2 білий пішак · h2 білий пішак · c1 біла тура | 6 |
| 5 | c8 чорна тура · g8 чорний король · a7 чорний пішак · e7 чорний слон · h7 чорний пішак · b6 чорний пішак · e6 чорний пішак · g6 чорний пішак · c5 чорний пішак · d5 чорний кінь · a4 білий пішак · b4 білий пішак · e4 білий кінь · e3 білий пішак · d2 білий слон · e2 білий король · f2 білий пішак · g2 білий пішак · h2 білий пішак · c1 біла тура | c8 чорна тура · g8 чорний король · a7 чорний пішак · e7 чорний слон · h7 чорний пішак · b6 чорний пішак · e6 чорний пішак · g6 чорний пішак · c5 чорний пішак · d5 чорний кінь · a4 білий пішак · b4 білий пішак · e4 білий кінь · e3 білий пішак · d2 білий слон · e2 білий король · f2 білий пішак · g2 білий пішак · h2 білий пішак · c1 біла тура | c8 чорна тура · g8 чорний король · a7 чорний пішак · e7 чорний слон · h7 чорний пішак · b6 чорний пішак · e6 чорний пішак · g6 чорний пішак · c5 чорний пішак · d5 чорний кінь · a4 білий пішак · b4 білий пішак · e4 білий кінь · e3 білий пішак · d2 білий слон · e2 білий король · f2 білий пішак · g2 білий пішак · h2 білий пішак · c1 біла тура | c8 чорна тура · g8 чорний король · a7 чорний пішак · e7 чорний слон · h7 чорний пішак · b6 чорний пішак · e6 чорний пішак · g6 чорний пішак · c5 чорний пішак · d5 чорний кінь · a4 білий пішак · b4 білий пішак · e4 білий кінь · e3 білий пішак · d2 білий слон · e2 білий король · f2 білий пішак · g2 білий пішак · h2 білий пішак · c1 біла тура | c8 чорна тура · g8 чорний король · a7 чорний пішак · e7 чорний слон · h7 чорний пішак · b6 чорний пішак · e6 чорний пішак · g6 чорний пішак · c5 чорний пішак · d5 чорний кінь · a4 білий пішак · b4 білий пішак · e4 білий кінь · e3 білий пішак · d2 білий слон · e2 білий король · f2 білий пішак · g2 білий пішак · h2 білий пішак · c1 біла тура | c8 чорна тура · g8 чорний король · a7 чорний пішак · e7 чорний слон · h7 чорний пішак · b6 чорний пішак · e6 чорний пішак · g6 чорний пішак · c5 чорний пішак · d5 чорний кінь · a4 білий пішак · b4 білий пішак · e4 білий кінь · e3 білий пішак · d2 білий слон · e2 білий король · f2 білий пішак · g2 білий пішак · h2 білий пішак · c1 біла тура | c8 чорна тура · g8 чорний король · a7 чорний пішак · e7 чорний слон · h7 чорний пішак · b6 чорний пішак · e6 чорний пішак · g6 чорний пішак · c5 чорний пішак · d5 чорний кінь · a4 білий пішак · b4 білий пішак · e4 білий кінь · e3 білий пішак · d2 білий слон · e2 білий король · f2 білий пішак · g2 білий пішак · h2 білий пішак · c1 біла тура | c8 чорна тура · g8 чорний король · a7 чорний пішак · e7 чорний слон · h7 чорний пішак · b6 чорний пішак · e6 чорний пішак · g6 чорний пішак · c5 чорний пішак · d5 чорний кінь · a4 білий пішак · b4 білий пішак · e4 білий кінь · e3 білий пішак · d2 білий слон · e2 білий король · f2 білий пішак · g2 білий пішак · h2 білий пішак · c1 біла тура | 5 |
| 4 | c8 чорна тура · g8 чорний король · a7 чорний пішак · e7 чорний слон · h7 чорний пішак · b6 чорний пішак · e6 чорний пішак · g6 чорний пішак · c5 чорний пішак · d5 чорний кінь · a4 білий пішак · b4 білий пішак · e4 білий кінь · e3 білий пішак · d2 білий слон · e2 білий король · f2 білий пішак · g2 білий пішак · h2 білий пішак · c1 біла тура | c8 чорна тура · g8 чорний король · a7 чорний пішак · e7 чорний слон · h7 чорний пішак · b6 чорний пішак · e6 чорний пішак · g6 чорний пішак · c5 чорний пішак · d5 чорний кінь · a4 білий пішак · b4 білий пішак · e4 білий кінь · e3 білий пішак · d2 білий слон · e2 білий король · f2 білий пішак · g2 білий пішак · h2 білий пішак · c1 біла тура | c8 чорна тура · g8 чорний король · a7 чорний пішак · e7 чорний слон · h7 чорний пішак · b6 чорний пішак · e6 чорний пішак · g6 чорний пішак · c5 чорний пішак · d5 чорний кінь · a4 білий пішак · b4 білий пішак · e4 білий кінь · e3 білий пішак · d2 білий слон · e2 білий король · f2 білий пішак · g2 білий пішак · h2 білий пішак · c1 біла тура | c8 чорна тура · g8 чорний король · a7 чорний пішак · e7 чорний слон · h7 чорний пішак · b6 чорний пішак · e6 чорний пішак · g6 чорний пішак · c5 чорний пішак · d5 чорний кінь · a4 білий пішак · b4 білий пішак · e4 білий кінь · e3 білий пішак · d2 білий слон · e2 білий король · f2 білий пішак · g2 білий пішак · h2 білий пішак · c1 біла тура | c8 чорна тура · g8 чорний король · a7 чорний пішак · e7 чорний слон · h7 чорний пішак · b6 чорний пішак · e6 чорний пішак · g6 чорний пішак · c5 чорний пішак · d5 чорний кінь · a4 білий пішак · b4 білий пішак · e4 білий кінь · e3 білий пішак · d2 білий слон · e2 білий король · f2 білий пішак · g2 білий пішак · h2 білий пішак · c1 біла тура | c8 чорна тура · g8 чорний король · a7 чорний пішак · e7 чорний слон · h7 чорний пішак · b6 чорний пішак · e6 чорний пішак · g6 чорний пішак · c5 чорний пішак · d5 чорний кінь · a4 білий пішак · b4 білий пішак · e4 білий кінь · e3 білий пішак · d2 білий слон · e2 білий король · f2 білий пішак · g2 білий пішак · h2 білий пішак · c1 біла тура | c8 чорна тура · g8 чорний король · a7 чорний пішак · e7 чорний слон · h7 чорний пішак · b6 чорний пішак · e6 чорний пішак · g6 чорний пішак · c5 чорний пішак · d5 чорний кінь · a4 білий пішак · b4 білий пішак · e4 білий кінь · e3 білий пішак · d2 білий слон · e2 білий король · f2 білий пішак · g2 білий пішак · h2 білий пішак · c1 біла тура | c8 чорна тура · g8 чорний король · a7 чорний пішак · e7 чорний слон · h7 чорний пішак · b6 чорний пішак · e6 чорний пішак · g6 чорний пішак · c5 чорний пішак · d5 чорний кінь · a4 білий пішак · b4 білий пішак · e4 білий кінь · e3 білий пішак · d2 білий слон · e2 білий король · f2 білий пішак · g2 білий пішак · h2 білий пішак · c1 біла тура | 4 |
| 3 | c8 чорна тура · g8 чорний король · a7 чорний пішак · e7 чорний слон · h7 чорний пішак · b6 чорний пішак · e6 чорний пішак · g6 чорний пішак · c5 чорний пішак · d5 чорний кінь · a4 білий пішак · b4 білий пішак · e4 білий кінь · e3 білий пішак · d2 білий слон · e2 білий король · f2 білий пішак · g2 білий пішак · h2 білий пішак · c1 біла тура | c8 чорна тура · g8 чорний король · a7 чорний пішак · e7 чорний слон · h7 чорний пішак · b6 чорний пішак · e6 чорний пішак · g6 чорний пішак · c5 чорний пішак · d5 чорний кінь · a4 білий пішак · b4 білий пішак · e4 білий кінь · e3 білий пішак · d2 білий слон · e2 білий король · f2 білий пішак · g2 білий пішак · h2 білий пішак · c1 біла тура | c8 чорна тура · g8 чорний король · a7 чорний пішак · e7 чорний слон · h7 чорний пішак · b6 чорний пішак · e6 чорний пішак · g6 чорний пішак · c5 чорний пішак · d5 чорний кінь · a4 білий пішак · b4 білий пішак · e4 білий кінь · e3 білий пішак · d2 білий слон · e2 білий король · f2 білий пішак · g2 білий пішак · h2 білий пішак · c1 біла тура | c8 чорна тура · g8 чорний король · a7 чорний пішак · e7 чорний слон · h7 чорний пішак · b6 чорний пішак · e6 чорний пішак · g6 чорний пішак · c5 чорний пішак · d5 чорний кінь · a4 білий пішак · b4 білий пішак · e4 білий кінь · e3 білий пішак · d2 білий слон · e2 білий король · f2 білий пішак · g2 білий пішак · h2 білий пішак · c1 біла тура | c8 чорна тура · g8 чорний король · a7 чорний пішак · e7 чорний слон · h7 чорний пішак · b6 чорний пішак · e6 чорний пішак · g6 чорний пішак · c5 чорний пішак · d5 чорний кінь · a4 білий пішак · b4 білий пішак · e4 білий кінь · e3 білий пішак · d2 білий слон · e2 білий король · f2 білий пішак · g2 білий пішак · h2 білий пішак · c1 біла тура | c8 чорна тура · g8 чорний король · a7 чорний пішак · e7 чорний слон · h7 чорний пішак · b6 чорний пішак · e6 чорний пішак · g6 чорний пішак · c5 чорний пішак · d5 чорний кінь · a4 білий пішак · b4 білий пішак · e4 білий кінь · e3 білий пішак · d2 білий слон · e2 білий король · f2 білий пішак · g2 білий пішак · h2 білий пішак · c1 біла тура | c8 чорна тура · g8 чорний король · a7 чорний пішак · e7 чорний слон · h7 чорний пішак · b6 чорний пішак · e6 чорний пішак · g6 чорний пішак · c5 чорний пішак · d5 чорний кінь · a4 білий пішак · b4 білий пішак · e4 білий кінь · e3 білий пішак · d2 білий слон · e2 білий король · f2 білий пішак · g2 білий пішак · h2 білий пішак · c1 біла тура | c8 чорна тура · g8 чорний король · a7 чорний пішак · e7 чорний слон · h7 чорний пішак · b6 чорний пішак · e6 чорний пішак · g6 чорний пішак · c5 чорний пішак · d5 чорний кінь · a4 білий пішак · b4 білий пішак · e4 білий кінь · e3 білий пішак · d2 білий слон · e2 білий король · f2 білий пішак · g2 білий пішак · h2 білий пішак · c1 біла тура | 3 |
| 2 | c8 чорна тура · g8 чорний король · a7 чорний пішак · e7 чорний слон · h7 чорний пішак · b6 чорний пішак · e6 чорний пішак · g6 чорний пішак · c5 чорний пішак · d5 чорний кінь · a4 білий пішак · b4 білий пішак · e4 білий кінь · e3 білий пішак · d2 білий слон · e2 білий король · f2 білий пішак · g2 білий пішак · h2 білий пішак · c1 біла тура | c8 чорна тура · g8 чорний король · a7 чорний пішак · e7 чорний слон · h7 чорний пішак · b6 чорний пішак · e6 чорний пішак · g6 чорний пішак · c5 чорний пішак · d5 чорний кінь · a4 білий пішак · b4 білий пішак · e4 білий кінь · e3 білий пішак · d2 білий слон · e2 білий король · f2 білий пішак · g2 білий пішак · h2 білий пішак · c1 біла тура | c8 чорна тура · g8 чорний король · a7 чорний пішак · e7 чорний слон · h7 чорний пішак · b6 чорний пішак · e6 чорний пішак · g6 чорний пішак · c5 чорний пішак · d5 чорний кінь · a4 білий пішак · b4 білий пішак · e4 білий кінь · e3 білий пішак · d2 білий слон · e2 білий король · f2 білий пішак · g2 білий пішак · h2 білий пішак · c1 біла тура | c8 чорна тура · g8 чорний король · a7 чорний пішак · e7 чорний слон · h7 чорний пішак · b6 чорний пішак · e6 чорний пішак · g6 чорний пішак · c5 чорний пішак · d5 чорний кінь · a4 білий пішак · b4 білий пішак · e4 білий кінь · e3 білий пішак · d2 білий слон · e2 білий король · f2 білий пішак · g2 білий пішак · h2 білий пішак · c1 біла тура | c8 чорна тура · g8 чорний король · a7 чорний пішак · e7 чорний слон · h7 чорний пішак · b6 чорний пішак · e6 чорний пішак · g6 чорний пішак · c5 чорний пішак · d5 чорний кінь · a4 білий пішак · b4 білий пішак · e4 білий кінь · e3 білий пішак · d2 білий слон · e2 білий король · f2 білий пішак · g2 білий пішак · h2 білий пішак · c1 біла тура | c8 чорна тура · g8 чорний король · a7 чорний пішак · e7 чорний слон · h7 чорний пішак · b6 чорний пішак · e6 чорний пішак · g6 чорний пішак · c5 чорний пішак · d5 чорний кінь · a4 білий пішак · b4 білий пішак · e4 білий кінь · e3 білий пішак · d2 білий слон · e2 білий король · f2 білий пішак · g2 білий пішак · h2 білий пішак · c1 біла тура | c8 чорна тура · g8 чорний король · a7 чорний пішак · e7 чорний слон · h7 чорний пішак · b6 чорний пішак · e6 чорний пішак · g6 чорний пішак · c5 чорний пішак · d5 чорний кінь · a4 білий пішак · b4 білий пішак · e4 білий кінь · e3 білий пішак · d2 білий слон · e2 білий король · f2 білий пішак · g2 білий пішак · h2 білий пішак · c1 біла тура | c8 чорна тура · g8 чорний король · a7 чорний пішак · e7 чорний слон · h7 чорний пішак · b6 чорний пішак · e6 чорний пішак · g6 чорний пішак · c5 чорний пішак · d5 чорний кінь · a4 білий пішак · b4 білий пішак · e4 білий кінь · e3 білий пішак · d2 білий слон · e2 білий король · f2 білий пішак · g2 білий пішак · h2 білий пішак · c1 біла тура | 2 |
| 1 | c8 чорна тура · g8 чорний король · a7 чорний пішак · e7 чорний слон · h7 чорний пішак · b6 чорний пішак · e6 чорний пішак · g6 чорний пішак · c5 чорний пішак · d5 чорний кінь · a4 білий пішак · b4 білий пішак · e4 білий кінь · e3 білий пішак · d2 білий слон · e2 білий король · f2 білий пішак · g2 білий пішак · h2 білий пішак · c1 біла тура | c8 чорна тура · g8 чорний король · a7 чорний пішак · e7 чорний слон · h7 чорний пішак · b6 чорний пішак · e6 чорний пішак · g6 чорний пішак · c5 чорний пішак · d5 чорний кінь · a4 білий пішак · b4 білий пішак · e4 білий кінь · e3 білий пішак · d2 білий слон · e2 білий король · f2 білий пішак · g2 білий пішак · h2 білий пішак · c1 біла тура | c8 чорна тура · g8 чорний король · a7 чорний пішак · e7 чорний слон · h7 чорний пішак · b6 чорний пішак · e6 чорний пішак · g6 чорний пішак · c5 чорний пішак · d5 чорний кінь · a4 білий пішак · b4 білий пішак · e4 білий кінь · e3 білий пішак · d2 білий слон · e2 білий король · f2 білий пішак · g2 білий пішак · h2 білий пішак · c1 біла тура | c8 чорна тура · g8 чорний король · a7 чорний пішак · e7 чорний слон · h7 чорний пішак · b6 чорний пішак · e6 чорний пішак · g6 чорний пішак · c5 чорний пішак · d5 чорний кінь · a4 білий пішак · b4 білий пішак · e4 білий кінь · e3 білий пішак · d2 білий слон · e2 білий король · f2 білий пішак · g2 білий пішак · h2 білий пішак · c1 біла тура | c8 чорна тура · g8 чорний король · a7 чорний пішак · e7 чорний слон · h7 чорний пішак · b6 чорний пішак · e6 чорний пішак · g6 чорний пішак · c5 чорний пішак · d5 чорний кінь · a4 білий пішак · b4 білий пішак · e4 білий кінь · e3 білий пішак · d2 білий слон · e2 білий король · f2 білий пішак · g2 білий пішак · h2 білий пішак · c1 біла тура | c8 чорна тура · g8 чорний король · a7 чорний пішак · e7 чорний слон · h7 чорний пішак · b6 чорний пішак · e6 чорний пішак · g6 чорний пішак · c5 чорний пішак · d5 чорний кінь · a4 білий пішак · b4 білий пішак · e4 білий кінь · e3 білий пішак · d2 білий слон · e2 білий король · f2 білий пішак · g2 білий пішак · h2 білий пішак · c1 біла тура | c8 чорна тура · g8 чорний король · a7 чорний пішак · e7 чорний слон · h7 чорний пішак · b6 чорний пішак · e6 чорний пішак · g6 чорний пішак · c5 чорний пішак · d5 чорний кінь · a4 білий пішак · b4 білий пішак · e4 білий кінь · e3 білий пішак · d2 білий слон · e2 білий король · f2 білий пішак · g2 білий пішак · h2 білий пішак · c1 біла тура | c8 чорна тура · g8 чорний король · a7 чорний пішак · e7 чорний слон · h7 чорний пішак · b6 чорний пішак · e6 чорний пішак · g6 чорний пішак · c5 чорний пішак · d5 чорний кінь · a4 білий пішак · b4 білий пішак · e4 білий кінь · e3 білий пішак · d2 білий слон · e2 білий король · f2 білий пішак · g2 білий пішак · h2 білий пішак · c1 біла тура | 1 |
|   | a | b | c | d | e | f | g | h |   |

У четвертій партії Ботвинник застосував домашню заготовку на 9-му ході, Петросян зумів захиститись. Нічия.
П'ята партія стала однією з найкращих для претендента у матчі — на 10-му ході чемпіон, граючи чорними, вирішив розміняти ферзів, Петросян у рівній позиції завдяки філігранній техніці довів партію до перемоги.
Шоста партія завершилась мирно після 27 ходів.
У сьомій партії Ботвинник погано розіграв дебют чорними і вже до 16-го ходу мав дуже неприємну позицію. Петросян легко довів партію до перемоги.
Восьму партію чемпіон описав так: «Партія, характерна для моєї гри в матчі з Петросяном. Цікаві задуми й невдалі їх втілення». Нічия.
У дев'ятій партії претендент намагався створити тиск на позиції чемпіона, однак Ботвинник своєчасною контргрою його нейтралізував. Нічия.
Упродовж десятої партії білі (Ботвинник) володіли невеликою перевагою в зайвого пішака, але мали здвоєних пішаків по вертикалі «f». Партія закінчилась внічию.
Змістовну й цікаву одинадцяту партію відклали після 41-го ходу. Ботвинник, на перший погляд, оточив табір білого короля, але під час домашнього аналізу виявлено, що Петросян рятується повторенням ходів. Суперники уклали мирову.
Дванадцяту партію шахісти провели не на високому рівні, з наближенням цейтноту форсувавши перехід у нічийний ендшпіль.
Рівна тринадцята партія закінчилася поділом очок.
У чотирнадцятій партії вже до середини гри чемпіон мав явну перевагу, а згодом, проникнувши королем у табір чорних, змусив Петросяна капітулювати. Ботвинник зрівняв рахунок у матчі. На післяматчевій прес-конференції вірменський шахіст сказав: «Своєрідну послугу мені зробила поразка в 14-ій партії. …я аналізував відкладену позицію до третьої години ночі, а потім весь наступний день аж до початку догравання. Я прийшов на догравання дуже втомленим, помилився в ендшпілі і зазнав поразки. Але я зрозумів, як важливо мати свіжу голову! Надалі я різко змінив режим ігрового дня. До нової партії готувався всього 10-15 хвилин, багато гуляв за містом».
П'ятнадцяту партію називають переломною в матчі. Ботвинник помилився під час оборони та, загалом, на думку Гаррі Каспарова «…виявився психологічно не готовим до тривалої, копіткої оборони дещо гіршого закінчення. Йому, людині дії, було вкрай важко грати настільки пасивні й „тупі“ технічні позиції». Претендент переміг і вийшов уперед у матчі — 8:7.
У шістнадцятій партії Ботвинник розпочав рішучий наступ на королівському фланзі, однак під час відкладання партії записав поганий 39-й хід і Петросян добився нічиєї. У цій і наступних партіях почала даватися взнаки втома чемпіона, якому після матчу виповнилося 52 роки. Претендент був на вісімнадцять років молодшим.
У сімнадцятій партії білі (Петросян) мали перевагу, але помилилися на 27-му ході й чорні зуміли врятувати партію. Нічия.
У вісімнадцятій партії претендент мав обмежену позицію, вправно захищався, зрівняв становище, а в ендшпілі переграв Ботвинника. Після партії Петросян визнав, що не вірив у те, що під час догравання Ботвинник помилиться і хотів запропонувати нічию. Секундант Болеславський порадив не квапитись із цим рішенням і боротися далі. Виявилося, що він мав рацію.
Дев'ятнадцята партія завершилася перемогою Петросяна білими. Рахунок збільшився до 11:8. Різницю в 3 очки за 5 партій до кінця було практично неможливо відіграти.
Партії 20, 21, і 22 стали формальністю й завершилися нічиїми. Їх втомлений Ботвинник провів пасивно, не бажаючи ризикувати. Дві останні партії взагалі тривали тільки по 10 ходів. Новим чемпіоном світу став Тигран Петросян.